# Liste der Wahlbezirke in Schlesien
Diese Liste der Wahlbezirke in Schlesien listet alle Wahlbezirke im Kronland Schlesien für die Wahlen des Österreichischen Abgeordnetenhauses auf. Die Wahlbezirke bestanden zwischen 1907 und 1918.

## Geschichte
Nachdem der Reichsrat im Herbst 1906 das allgemeine, gleiche, geheime und direkte Männerwahlrecht beschlossen hatte, wurde mit 26. Jänner 1907 die große Wahlrechtsreform durch Sanktionierung von Kaiser Franz Joseph I. gültig. Mit der neuen Reichsratswahlordnung schuf man insgesamt 480 Wahlbezirke mit in der Regel je einem zu wählenden Abgeordneten, der durch Direktwahl mit allfälliger Stichwahl bestimmt wurde. In Schlesien hatten vor der Abschaffung des Klassenwahlrechts zwölf Wahlkreise bestanden, wobei die Städte gemeinsam mit der Handels- und Gewerbekammer in Troppau vier Abgeordnete, die Großgrundbesitzer und die Landgemeinden je drei Abgeordnete und die Allgemeine Wählerklasse zwei Abgeordnete entsandten.
Mit der Einführung des allgemeinen Männerwahlrechts wurden in Schlesien 15 Wahlbezirke geschaffen, die sich auf sechs sogenannte Städtewahlkreise und neun Landgemeindenwahlkreise verteilten. Neben dem Stadtwahlkreis für Troppau existierten fünf weitere Stadtwahlkreise, in denen verschiedenen Städte und Gemeinden, in der Regel Sitze der Bezirksverwaltung oder der Bezirksgerichte, zusammengefasst wurden. Die Landgemeindewahlkreise setzten sich demgegenüber aus einer gewissen Anzahl von Gerichtsbezirken zusammen, wobei in manchen Landgemeindewahlkreisen einzelne Ortschaften auf Grund der Mehrheitssprache der Bevölkerung anderen Wahlbezirken zugeschlagen wurden.
Die Bevölkerung Schlesiens setzte sich 1910 aus rund 42 % Deutschsprachigen, 32 % Polnischsprachigen und 24 % Tschechischsprachigen zusammen. Dieses Sprachengemisch spiegelt sich auch unter den Abgeordneten der Schlesischen Wahlbezirke wider. So wurden in den Wahlkreisen 1–5 sowie 7–10 jeweils deutschsprachige Abgeordnete in das Abgeordnetenhaus entsandt, die Wahlbezirke 6 sowie 11–12 wurden durch tschechischsprachige Abgeordnete vertreten, die Wahlbezirke 13–15 durch Polen. Jedoch war das Parteienspektrum auch innerhalb der Sprachgruppen stark zersplittert. So kamen die neun deutschsprachigen Abgeordneten 1910 aus fünf Parteien, die drei tschechischen Abgeordneten aus zwei und die drei polnischen Abgeordneten aus drei Parteien.

## Wahlbezirke
| Nr.:           | Nummer des Wahlkreises mit Link zum Wahlbezirksartikel |
| Wahlbezirktyp: | Angabe, ob es sich um einen Städtewahlkreis oder Landgemeindenwahlkreis handelt |
| Region:        | Städte oder Gerichtsbezirke, die zum Wahlbezirk gehören. Die Landgemeindewahlkreise umfassen die angegebenen Gerichtsbezirke ohne die in den Wahlbezirken 1 bis 6 enthaltenen Städte und Ortschaften bzw. die bei den Wahlbezirken genannten oder ausgeschlossenen Gemeinden |
| WB:            | Anzahl der Wahlberechtigten bei der Reichsratswahl 1911 |
| Partei 1907:   | Parteizugehörigkeit des Abgeordneten des Wahlbezirks bezogen auf die Reichsratswahl 1907 - DRP = Deutschradikale Partei - DVP = Deutsche Volkspartei - SD 0= Sozialdemokratische Partei - DA 0= Deutsche Agrarier - DF 0= Deutsche Fortschrittspartei - DAP = Deutsche Arbeiterpartei - TSD = Tschechische Sozialdemokratische Partei - TA 0= Tschechische Agrarier - PPSD = Polnische Sozialdemokratische Partei Galiziens - PK 0= Polnische Konservative |
| Partei 1911:   | Parteizugehörigkeit des Abgeordneten des Wahlbezirks bezogen auf die Reichsratswahl 1911 |

| Nr. | Wahlbezirktyp          | Region | WB     | Partei 1907 | Partei 1911 |
| --- | ---------------------- | --- | ------ | ----------- | ----------- |
| 1   | Stadtwahlkreis         | Troppau | 4.948  | DRP         | DRP         |
| 2   | Stadtwahlkreis         | Freiwaldau, Zuckmantel, Würbenthal, Jägerndorf, Olbersdorf, Jauernig, Stadt, Engelsberg, Weidenau, Friedberg | 7.830  | DVP         | DVP         |
| 3   | Stadtwahlkreis         | Freudenthal, Bennisch, Odrau, Wigstadtl, Wagstadt, Königsberg, Friedek | 7.386  | SD          | DVP         |
| 4   | Stadtwahlkreis         | Teschen, Oderberg, Freistadt, Schwarzwasser | 5.510  | DF          | DF          |
| 5   | Stadtwahlkreis         | Bielitz, Skotschau, Jablunkau | 4.670  | DF          | DF          |
| 6   | Stadtwahlkreis         | Radwanitz, Polnisch Ostrau, Hermanitz, Hruschau, Schönichl, Dombrau, Karwin, Lazy, Orlau | 15.606 | TSD         | TSD         |
| 7   | Landgemeindenwahlkreis | Gerichtsbezirke Jauernig, Weidenau, Freiwaldau | 9.422  | SD          | DAP         |
| 8   | Landgemeindenwahlkreis | Gerichtsbezirke Zuckmantel, Olbersdorf, Jägerndorf sowie die Gemeinden Kreuzendorf, Lodnitz und Strochowitz | 5.838  | SD          | DA          |
| 9   | Landgemeindenwahlkreis | Gerichtsbezirke Würbenthal, Freudenthal, Bennisch sowie die Gemeinde Mladetzko | 6.615  | DA          | SD          |
| 10  | Landgemeindenwahlkreis | Gerichtsbezirk Wigstadt ohne die Gemeinden des Wahlbezirks 11, sowie die Gemeinden Lippin, Stiebnig, Wollmersdorf, Altstadt, Bielau, Brawin, Brosdorf, Großolbersdorf, Radnitz, Tyrn, Alexanderfeld, Altbielitz, Batzdorf, Bistrai, Kamitz, Lobnitz, Nikelsdorf und Ober Kurzwald     | 7.612  | DA          | DA          |
| 11  | Landgemeindenwahlkreis | Gerichtsbezirk Troppau ohne die Gemeinden der Wahlbezirke 8, 9, und 10, Gerichtsbezirk Wagstadt ohne die Gemeinden des Wahlbezirkes 10, Gerichtsbezirk Königsbergohne die Gemeinden des Wahlbezirks 10 sowie die Gemeinden Briesau, Dittersdorf, Jantsch, Markersdorf, Waldolbersdorf | 11.349 | TA          | TA          |
| 12  | Landgemeindenwahlkreis | Gerichtsbezirke Friedeck, Polnisch Ostrau | 10.587 | TSD         | TA          |
| 13  | Landgemeindenwahlkreis | Gerichtsbezirke Teschen, Jablunkau | 13.036 | PPSD        | PVP         |
| 14  | Landgemeindenwahlkreis | Gerichtsbezirke Schwarzwasser, Skotschau, Bielitz ohne die Gemeinden des Wahlbezirks 10 | 11.684 | PK          | PK          |
| 15  | Landgemeindenwahlkreis | Gerichtsbezirke Freistadt, Oderberg | 10.807 | PPSD        | PPSD        |